# عنکبوت‌های لاشبرگ‌نشین
عنکبوت‌های لاشبرگ‌نشین (نام علمی: Drymusidae) نام یک تیره از راسته عنکبوت است.